# Spoorlijn Struer - Thisted
De spoorlijn Struer–Thisted (Deens: Thybanen) is een lokale spoorlijn tussen Struer en Thisted van het schiereiland Jutland in Denemarken.

## Geschiedenis
De spoorlijn werd geopend door de Danske Statsbaner (DSB) op 20 april 1882. Over het Oddesund was er een spoorpont, sinds 1938 bestaat de Oddesundbrug. In Thisted was er van 1904 tot 1969 aanbinding aan de privéspoorlijn Thisted - Fjerritslev.
Om het jaar 1970 werden de meeste tussenstations tot haltes gedeclasseerd, maar alleen twee werden geheel opgeheven. De spoorweg ontkwam echter de golf van spoorwegsluitingen die bijzonders in Jutland plaatsvonden.
Sinds 15 december 2002 wordt de lijn geëxploiteerd door Arriva Danmark A/S. 
Er zijn voorstellen geweest om de spoorweg ca. 20 km naar Hanstholm te verlengen, maar deze verlenging werd nooit gerealiseerd. Het was op zijn actuëelst naar het naar het fort van Hanstholm tijdens de Duitse bezetting 1940-1945 en nadat de haven van Hanstholm werd gebouwd in 1968.

## Huidige toestand
De lijn is enkelsporig en niet geëlektrificeerd. Het vervoer bestaat uit ongeveer één Arriva-trein per uur per richting in de spitsuren doordeweeks, en een trein om de twee uren buiten de spits, 's zaterdags en zondags. Er is 1-2 intercitytreinen per dag van DSB direct tussen Kopenhagen en Thisted, en ongeveer één lokale DSB-trein tussen Struer en Thisted per dag.